# Arenozetes christovi
Arenozetes christovi är en kvalsterart som beskrevs av Krivolutsky 1971. Arenozetes christovi ingår i släktet Arenozetes och familjen Microzetidae. Inga underarter finns listade i Catalogue of Life.